# علي مردان
علي مردان (بالكردية عه‌لی مه‌ردان),(1904–1981) . وهو فنان كردي عراقي . ولد مردان في مدينة كركوك في محلة تكية الشيخ علي وذلك في عام 1904 م. غنى علي مردان أكثر من 1000 أغنية طيلة مسيرته الفنية التي استمرت لاكثر من 35 عاما . توفي مردان في يوم 24 تموز - يوليو من سنة 1981 في مدينة بغداد